# 達爾河 (大歐河支流)
46°20′45″N 7°09′46″E / 46.34578°N 7.16273°E

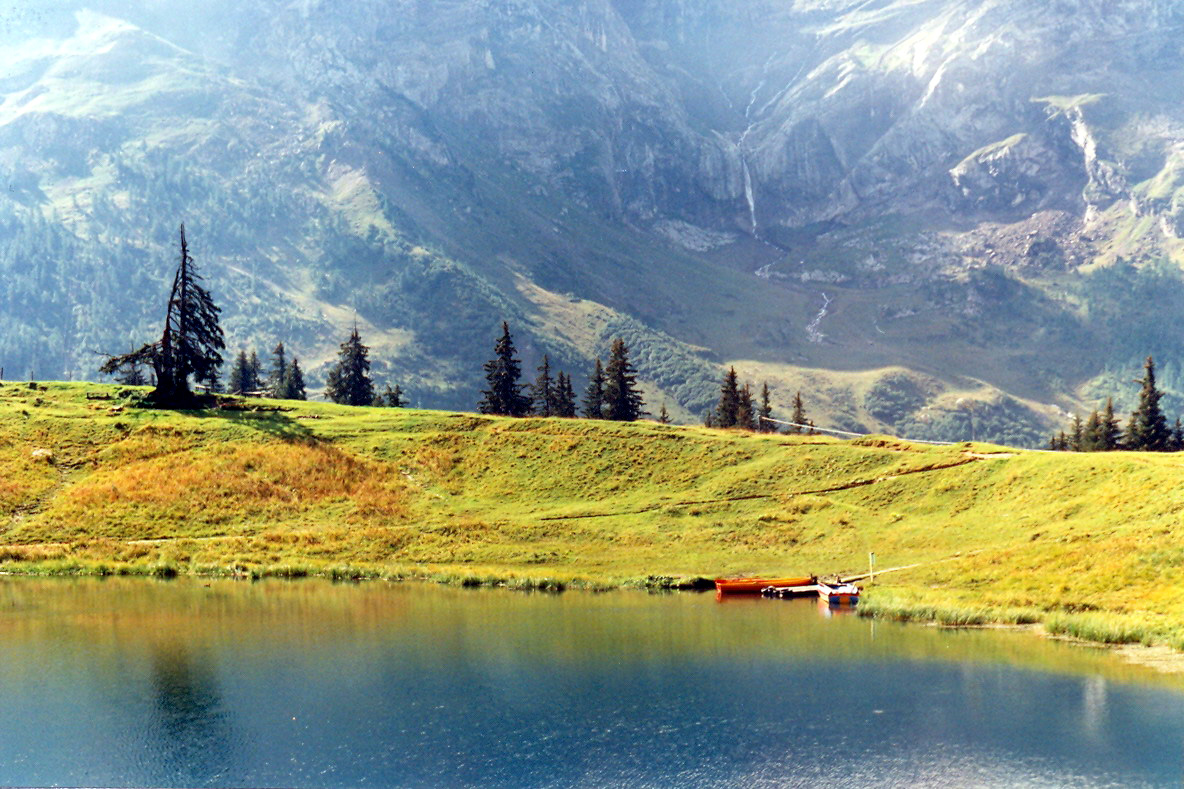

達爾河是瑞士的河流，位於該國西部，流經沃州，屬於大歐河的支流，河道全長約5.7公里，流域面積10.5平方公里，河口處在上奧爾蒙。